# Reutlingen (distrito)
Reutlingen é um distrito da Alemanha, na região administrativa de Tubinga, estado de Baden-Württemberg.

## Cidades e Municípios
- Cidades:

1. Bad Urach
2. Hayingen
3. Metzingen
4. Münsingen
5. Pfullingen
6. Reutlingen
7. Trochtelfingen

- Municípios:

1. Dettingen an der Erms
2. Engstingen
3. Eningen
4. Gomadingen
5. Grabenstetten
6. Grafenberg
7. Hohenstein
8. Hülben
9. Lichtenstein
10. Mehrstetten
11. Pfronstetten
12. Pliezhausen
13. Riederich
14. Römerstein
15. Sonnenbühl
16. St. Johann
17. Walddorfhäslach
18. Wannweil
19. Zwiefalten

- Gemeindefreies Gebiet (área não-incorporada)

1. Gutsbezirk Münsingen